# Ugarit

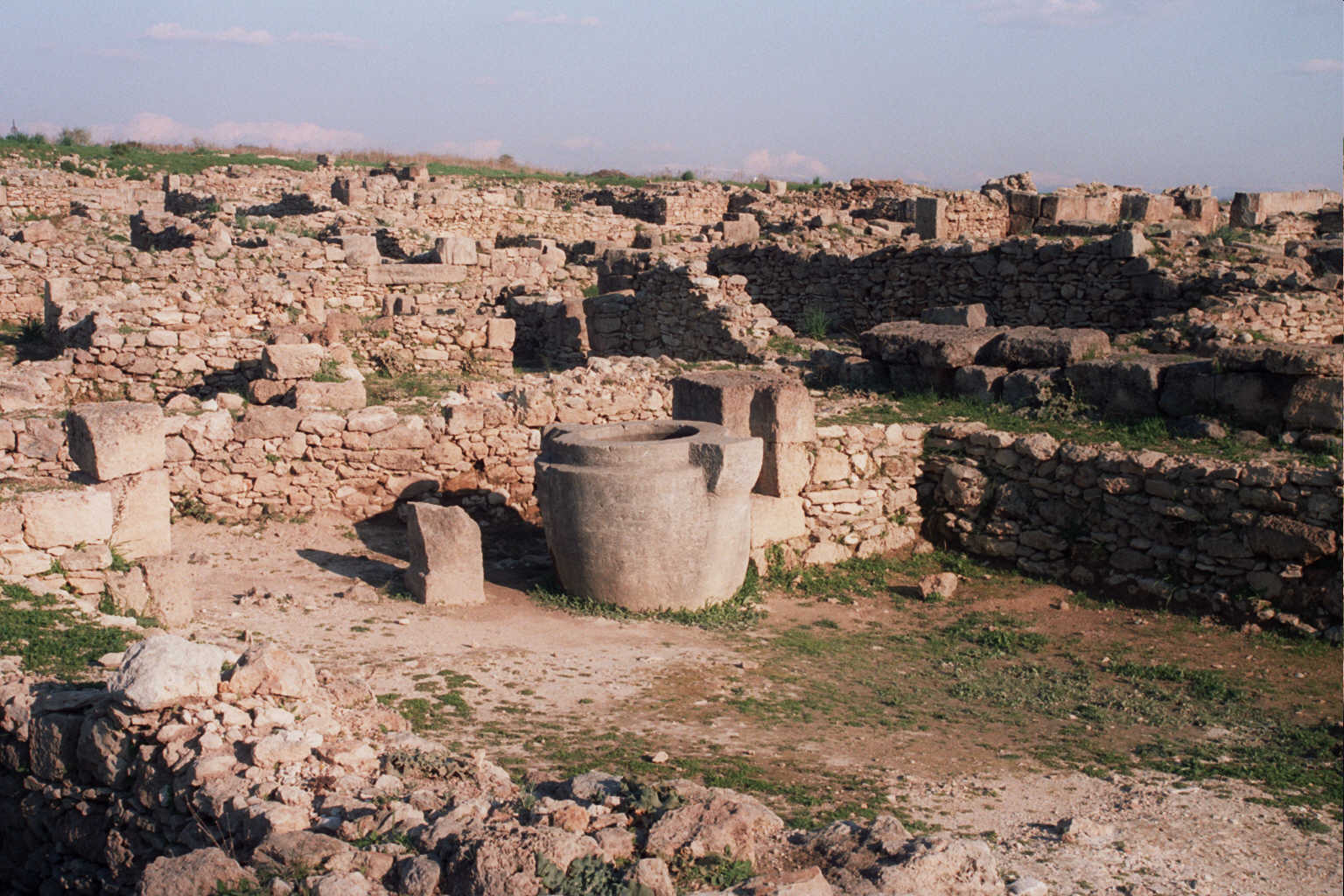
Ruine excavate la Ras Shamra

Ugarit (în ugaritică: 𐎜 𐎂 𐎗 𐎚, Ugrt; în arabă: أوغاريت) a fost un oraș port antic pe Mediterana de Est la promontoriul Ras Shamra, lângă Latakia și Minet El-Beida, în nordul Siriei. Situl este la aproximativ 11 kilometri nord de Latakia (latină: Laodicea ad Mare) și la aproximativ 80 km est de Cipru. Ugaritul trimitea tribut în Egipt și menținea legături comerciale și diplomatice cu Ciprul (numit pe atunci Alashiya), potrivit arhivelor recuperate din sit unde s-a mai găsit ceramică miceniană și cipriotă. Regimul politic al Ugaritului a durat din cca. 1450 î.Hr. până în 1200 î.Hr..